# Персеверація
Персеверація — психічний стан, який характеризується невідступним або частим повторенням якого-небудь слова, думки, мелодії, дії.

Моторні персеверації — нав'язливе відтворення одних і тих же рухів або їх елементів (написання літер або малювання). Розрізняють «елементарну» моторну персеверацію, яка проявляється в багаторазовому повторенні окремих елементів руху і виникає при ураженні премоторних відділів кори мозку і нижчих підкоркових структур; і «системну» моторну персеверацію, яка проявляється в багаторазовому повторенні цілих програм рухів і виникає при ураженні префронтальних відділів кори мозку. Виділяють також моторну мовну персеверацію, яка проявляється у вигляді багаторазових повторень одного і того ж складу або слова в усному мовленні і при письмі і виникає як один із проявів еферентної моторної афазії — при ураженні нижніх відділів премоторної області кори лівої півкулі (у правшів).
В кримінології персеверація означає готовність злочинця послідовно дотримуватися злочинної професіоналізації. Така персеверація є стійкою особистісною характеристикою злочинця, а тому важко піддається профілактичній корекції.